# Saidjahus peninsulae
Saidjahus peninsulae är en kräftdjursart som beskrevs av Albert Vandel1972. Saidjahus peninsulae ingår i släktet Saidjahus och familjen Eubelidae. Inga underarter finns listade i Catalogue of Life.